# بخش شلفتیو
بخش شلفتیو (به سوئدی: Skellefteå kommun) یک ناحیه شهری در سوئد است که در شهرستان وستربوتن واقع شده‌است.

## خواهرخوانده
شهرهای Løgstør, Raahe، تالین، پاردوبیتسه و تانگلینگ خواهرخوانده‌های بخش شلفتیو هستند.